# Sultan-Qabus-Sportzentrum
Das Sultan-Qabus-Sportzentrum (arabisch مجمع السلطان قابوس الرياضي, DMG maǧmaʿ as-sulṭān Qābūs ar-riyāḍī), unter Einheimischen nach dem Standort auch Bawschar (بوشر, DMG Baušar) genannt, ist ein staatlicher Sportkomplex, der im Gemeindegebiet (arabisch: Niyaba) von al-Ghubra im Verwaltungsbezirk (arabisch: Wilaya) Bawshar im Gouvernement (arabisch: Muhafaza) Maskat liegt. Es ist nach Sultan Qabus bin Said (1940–2020) benannt.

## Geschichte
Die zentrale Sportstätte des Sportzentrums im Nordosten des Landes ist das Fußballstadion mit Leichtathletikanlage. Ursprünglich war es für 49.000 Zuschauer ausgelegt. Im Rahmen einer Sanierung wurde die Kapazität allerdings auf 28.000 Plätze zurückgeführt. Das Fußballstadion war in den Jahren 1984, 1996 und zuletzt 2009 Austragungsort des Golfpokals. Vom 13. bis zum 20. Januar 2017 fand hier der 2. CISM-World-Football-Cup statt, an dem 16 Militär-Fußballnationalmannschaften teilnahmen. Mit dabei war auch die Fußballnationalmannschaft der Bundeswehr, der nach überstandener Gruppenphase der Einzug ins Viertelfinale gelang. Allerdings schied die Elf der Bundeswehr gegen das syrische Team aus. 2018 wurde das Hockeyturnier Asian Champions Trophy im Stadion ausgetragen. Im Mai 2024 fand im Stadion das Finale des AFC Cups 2023/24 zwischen dem libanesischen Verein al Ahed und den Central Coast Mariners aus Australien (0:1) statt.
Neben dem Stadion verfügt das Sportzentrum über Tennisplätze, eine Sporthalle und ein Schwimmbad mit einem 50-Meter-Schwimmbecken, einem 25-Meter-Schwimmbecken und einem Sprungbecken mit einem 10-Meter-Sprungturm.